# Église Saint-Martin de Palalda
Pour les articles homonymes, voir église Saint-Martin.
L'église Saint-Martin de Palalda est une église romane située à Palalda, dans la commune d'Amélie-les-Bains-Palalda, dans le département français des Pyrénées-Orientales.
Son portail, orienté à l'ouest, est appareillé de granit et muni de ferrures à volutes.

## Histoire
L'église est mentionné pour la première fois en 967 dans un acte de donation pour l'abbaye Sainte-Marie d'Arles-sur-Tech.
Néanmoins, le bâtiment actuel remonte au XIIe siècle. Il n'en reste que la nef, la partie orientale ayant été reconstruite au XVe siècle ou XVIe siècle,.

## Description
Située au cœur du village médiéval de Palalda, l'église est complètement englobée par des constructions, sauf la façade occidentale. Deux tours cylindriques, éléments des anciennes fortifications, se dressent au nord.
L'édifice possède une nef unique de trois travées, voûtée en berceau sur doubleaux, terminée à l'est par un chevet carré de style gothique, couvert d'une voûte sur croisées d'ogives quadripartite.
Plusieurs chapelles latérales, postérieures, s'ouvrent de part et d'autre de la nef.

## Mobilier
L'église conserve plusieurs retables baroques, dont le retable du maître-autel, daté de 1656, œuvre du sculpteur Jean-Pierre Giralt.
On y trouve également une croix de procession du début du XVIe siècle, classée monument historique.

## Photographies

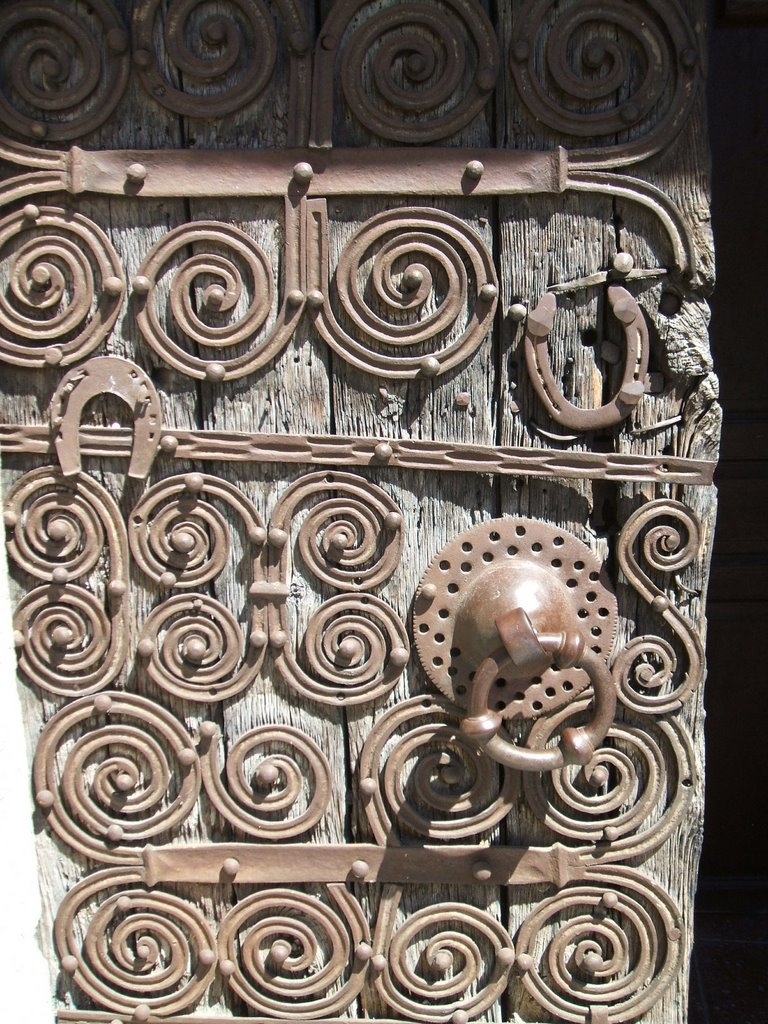
Ferrures romanes du portail
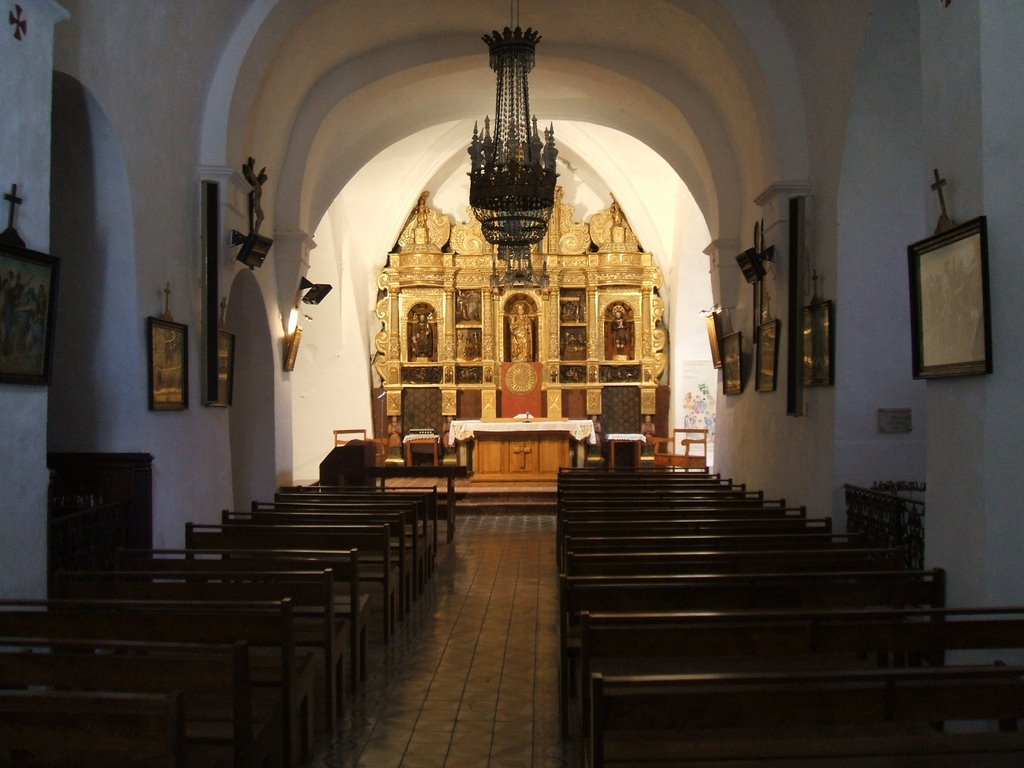
Intérieur de l'église, depuis l'entrée